# TV Unifor
TV Unifor é um canal de televisão brasileiro sediado em Fortaleza, capital do estado do Ceará. Opera nos canais 14 da Multiplay Telecom e 181 da NET, e foi inaugurada no dia 1 de agosto de 2005. Pertence à Universidade de Fortaleza, que por sua vez é mantida pelo Grupo Edson Queiroz, e que leva ao ar programas produzidos pelos alunos dos cursos de jornalismo, publicidade e propaganda e audiovisual e novas mídias da universidade. Sua programação também é retransmitida pela TV Diário, em um espaço próprio nas madrugadas do emissora intitulado Momento Unifor, além de outras produções. É parceira do Canal Futura e afiliada à Associação Brasileira de Televisão Universitária.

## Programas
- Arte.doc
- Canal Unifor
- Cine Clube
- Mundo Unifor
- Mundos Possíveis
- Estúdio Garagem
- Grandes Debates
- E-Moda
- Papo Saúde
- Pense Verde
- Sete
- Esporte Unifor
- Unifor Notícias
- Telas do Brasil
- Profissões
- Vida de Estudante